# 雅安站
雅安站，位于中华人民共和国四川省雅安市雨城区，是成雅铁路上的火车站，于2018年12月28日启用，由中国铁路成都局集团有限公司管辖。

## 车站结构

### 站房

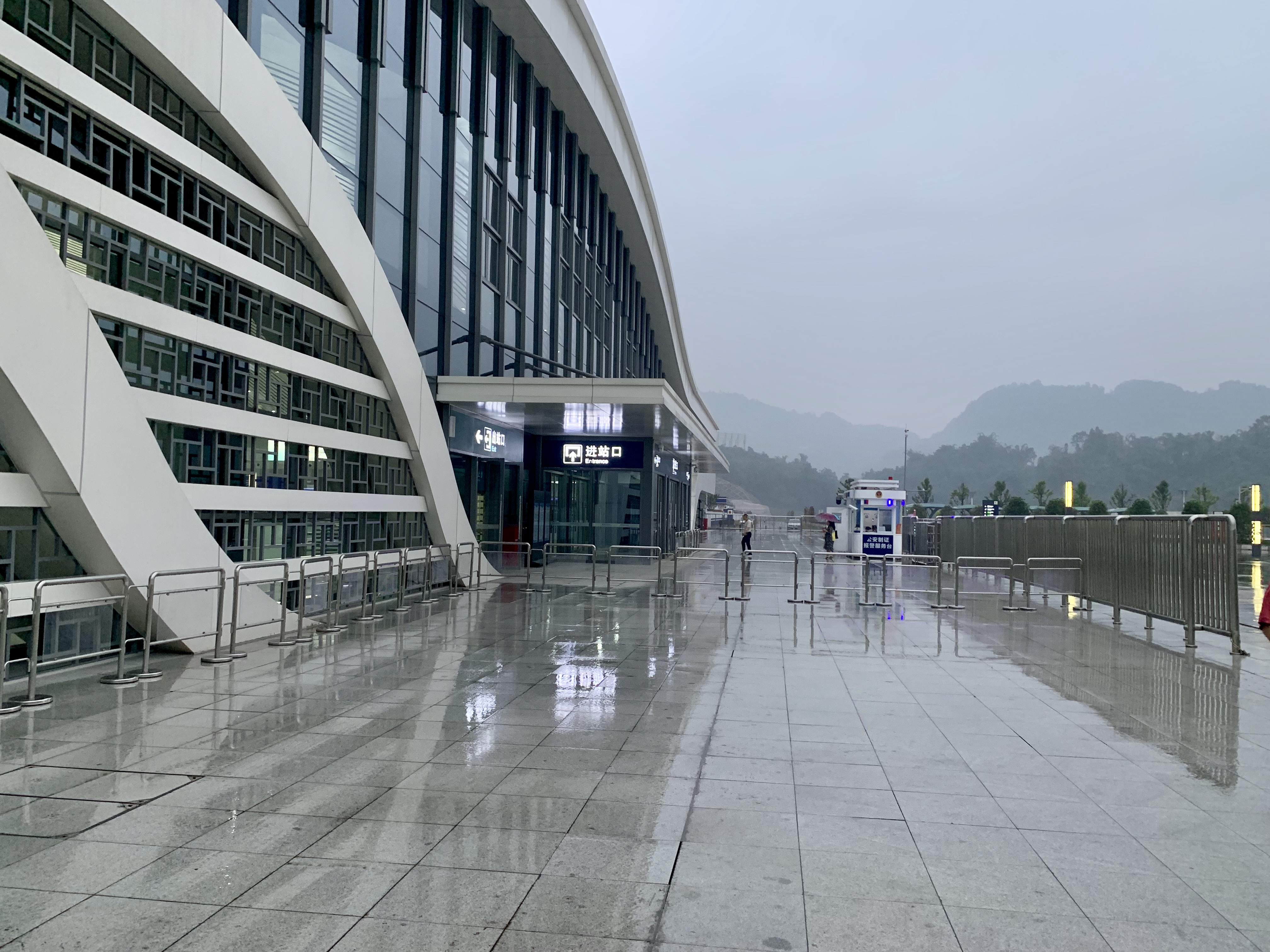
雅安站进站口

雅安站为线下侧式站房，建筑面积约7900平方米，最高聚集人数1000人。站房采用主体一层、局部两层设计，立面设计融入雅安茶文化元素，线条流畅自然。售票厅设置了6个人工售票窗口和11台自动售取票机。候车厅内布置有爱心专座与普通候车座席，两旁设有便利商店、卫生间、热水房等设施。无障碍卫生间和哺乳室被首次引入。检票口使用闸机自动检票。
- 售票厅
- 位于售票厅一侧的进站口
- 候车室概览
- 车站的哺乳室

### 站场
雅安站设置三站台面七道，站房与站台之间通过进站和出站各一条地道连接。地道与站台间有楼梯、自动扶梯和无障碍电梯相连。站台使用混凝土有站台柱雨棚。
|          | 5站台                           | 川藏铁路 往成都西方向（名山站） |
| 岛式站台 |                                 |                                 |
| 4站台    | 川藏铁路 往成都西方向（名山站） |                                 |
| 通过线   | 川藏铁路上行列车通过线          |                                 |
| 通过线   | 川藏铁路下行列车通过线          |                                 |
| 3站台    | 川藏铁路 往成都西方向（名山站） |                                 |
| 岛式站台 |                                 |                                 |
| 2站台    | 川藏铁路 往成都西方向（名山站） |                                 |
| 1站台    | 川藏铁路 往成都西方向（名山站） |                                 |
| 侧式站台 |                                 |                                 |
| 站房     | 进站口、售票、候车、检票口      |                                 |

## 图片

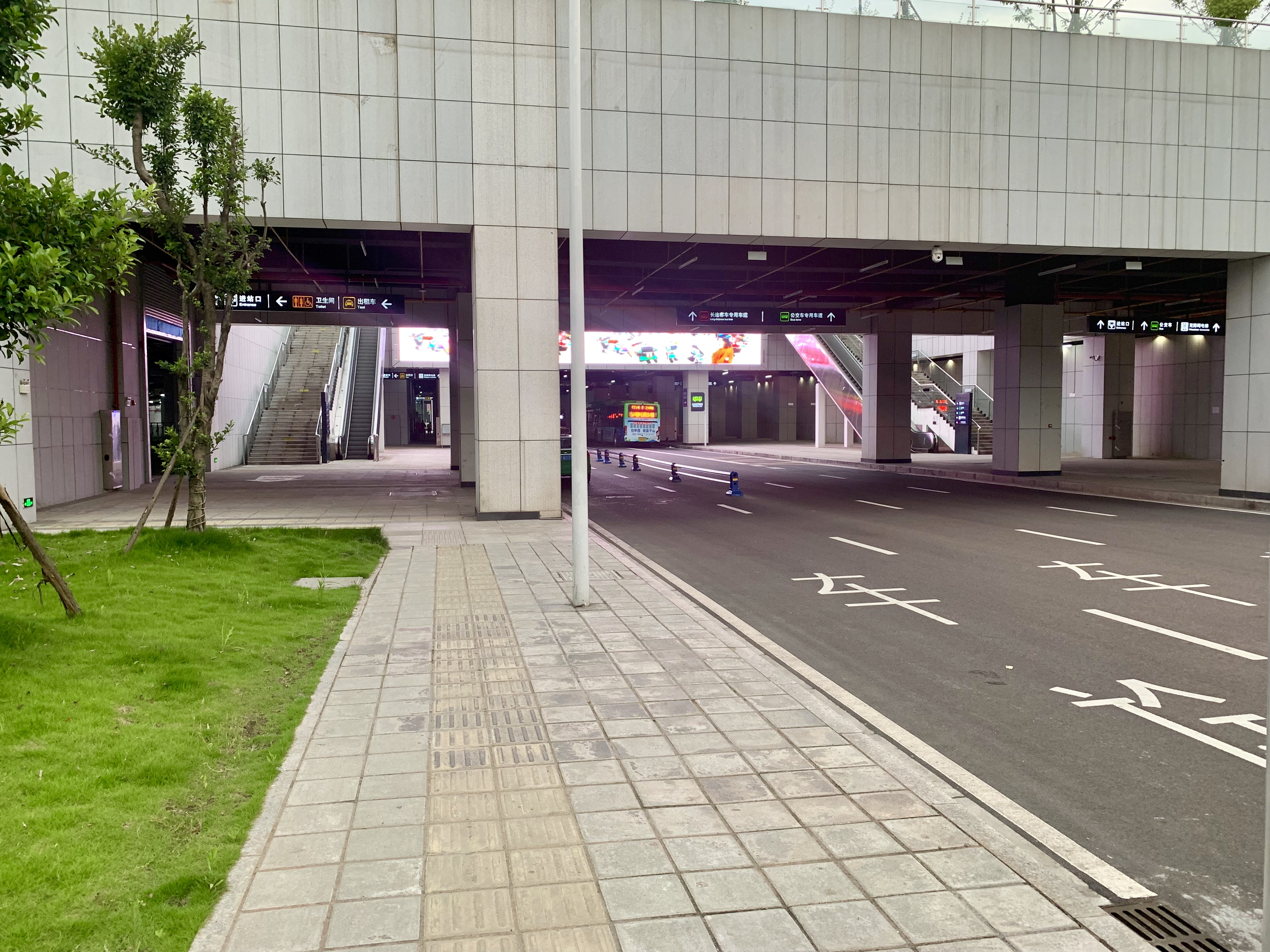
站前公交车辆和出租车上下客区域
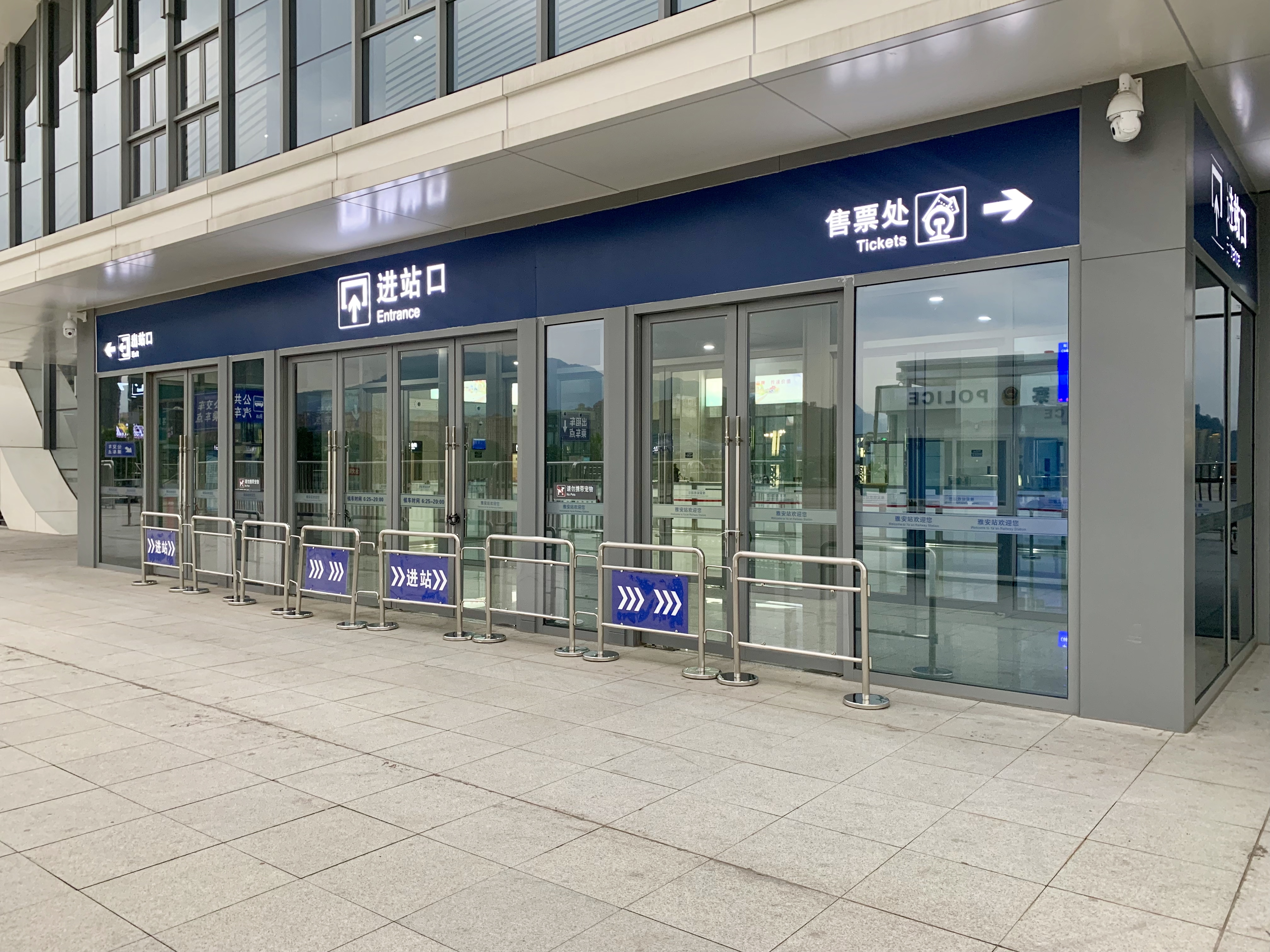
在实际运用中，雅安站正面进站口并未开放
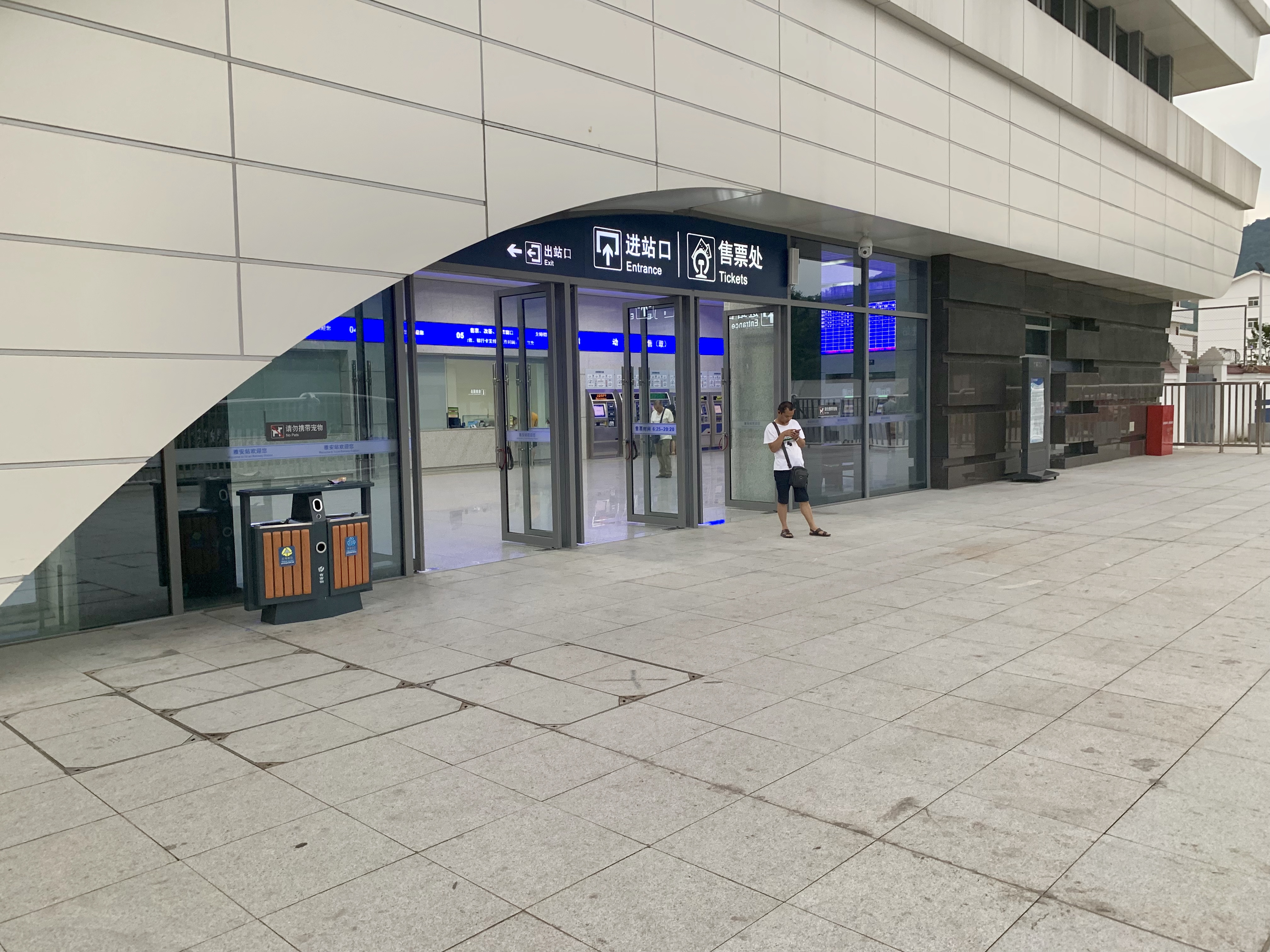
站房正面右侧的售票厅、候车厅入口
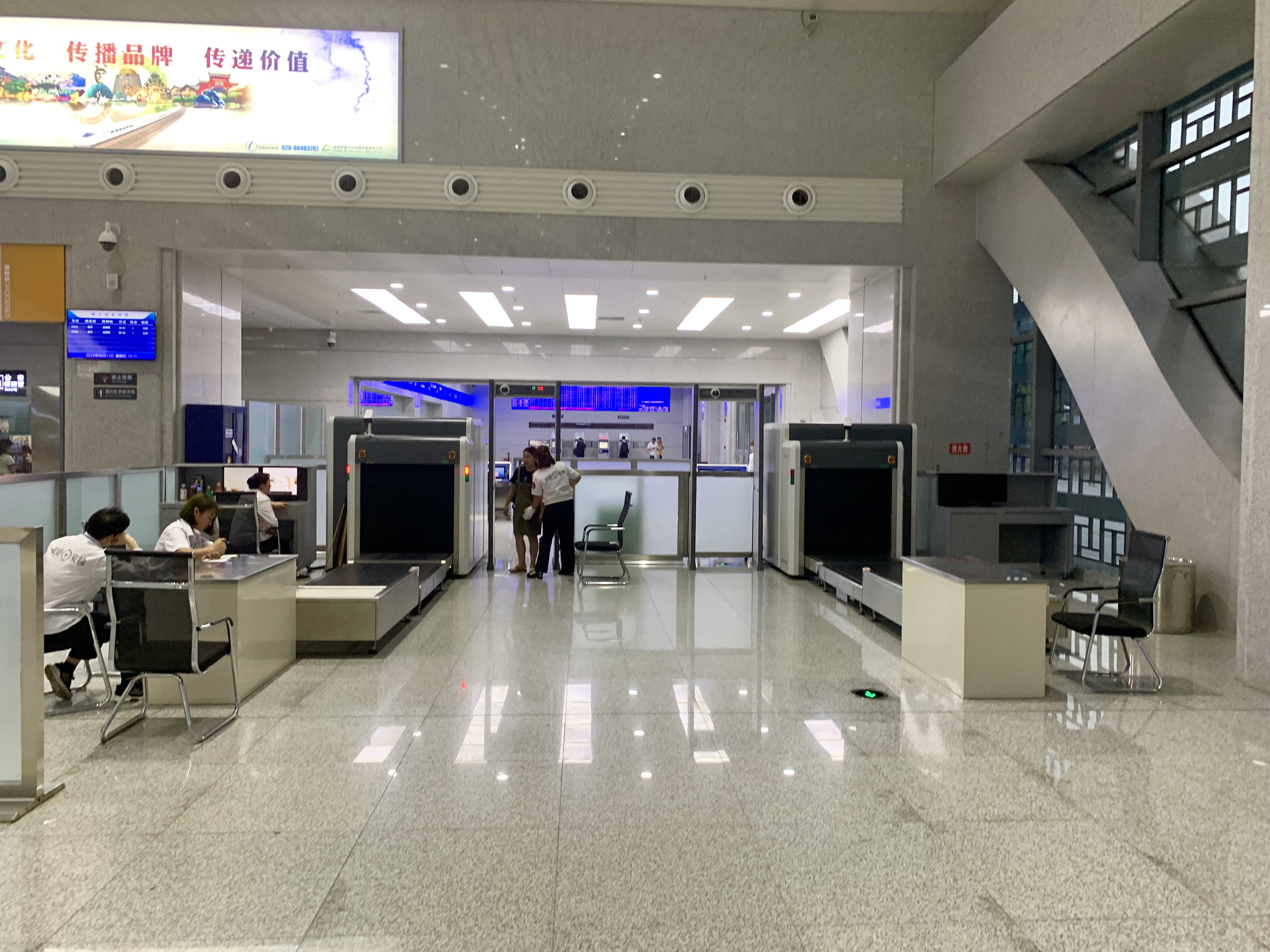
进站安检区域
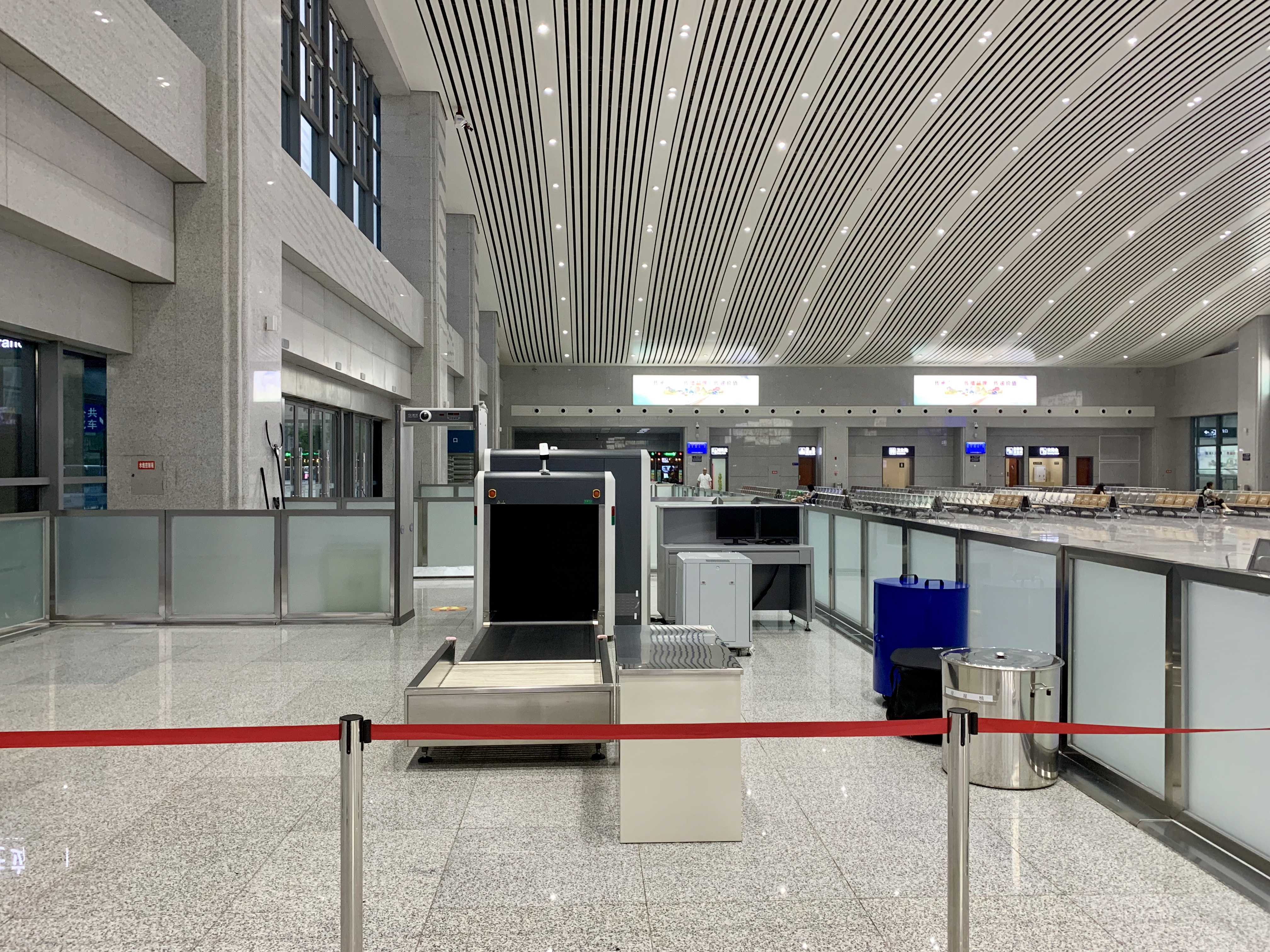
正面进站口未启用的安检设施
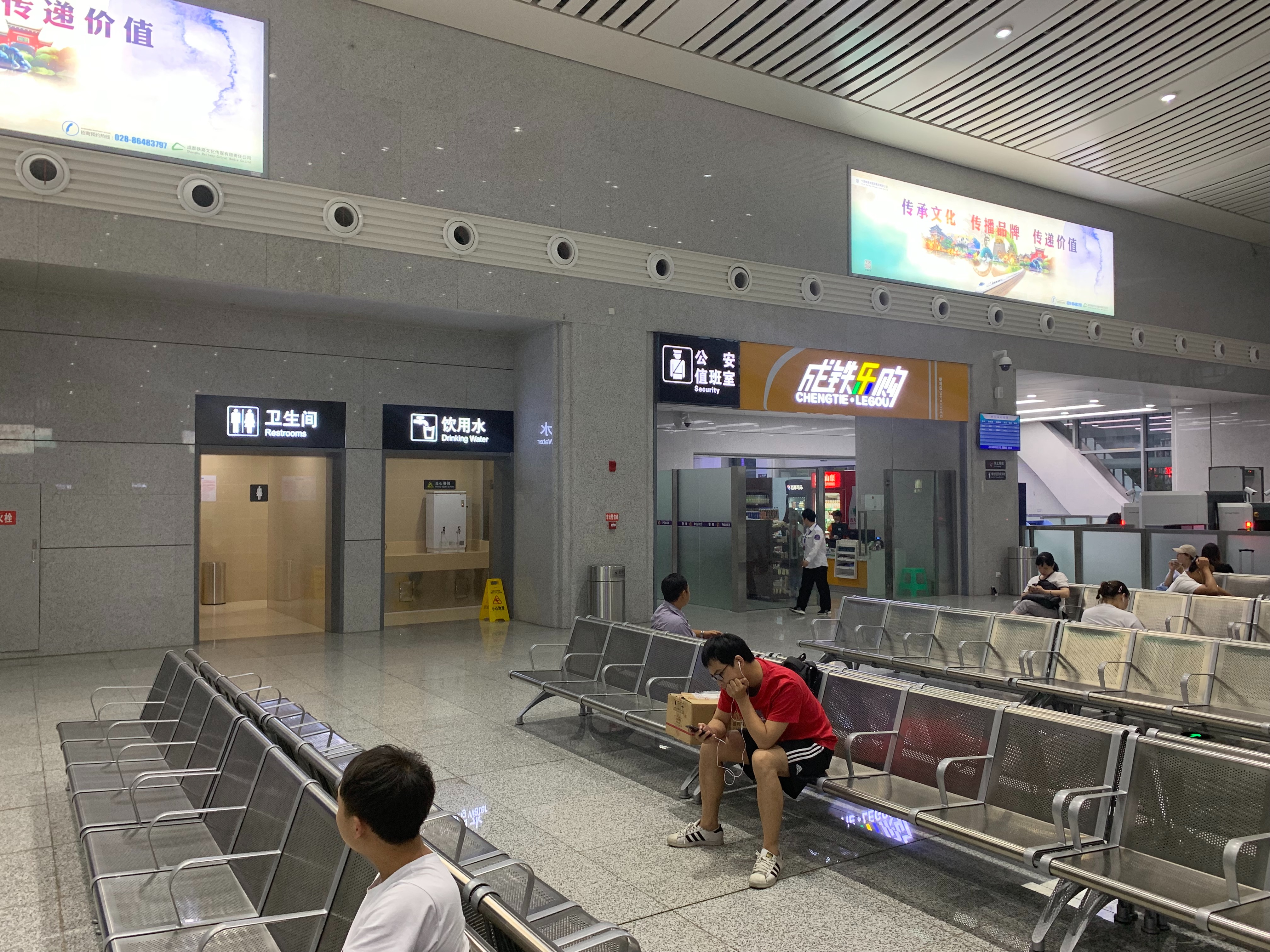
候车室一侧的公共设施和商店
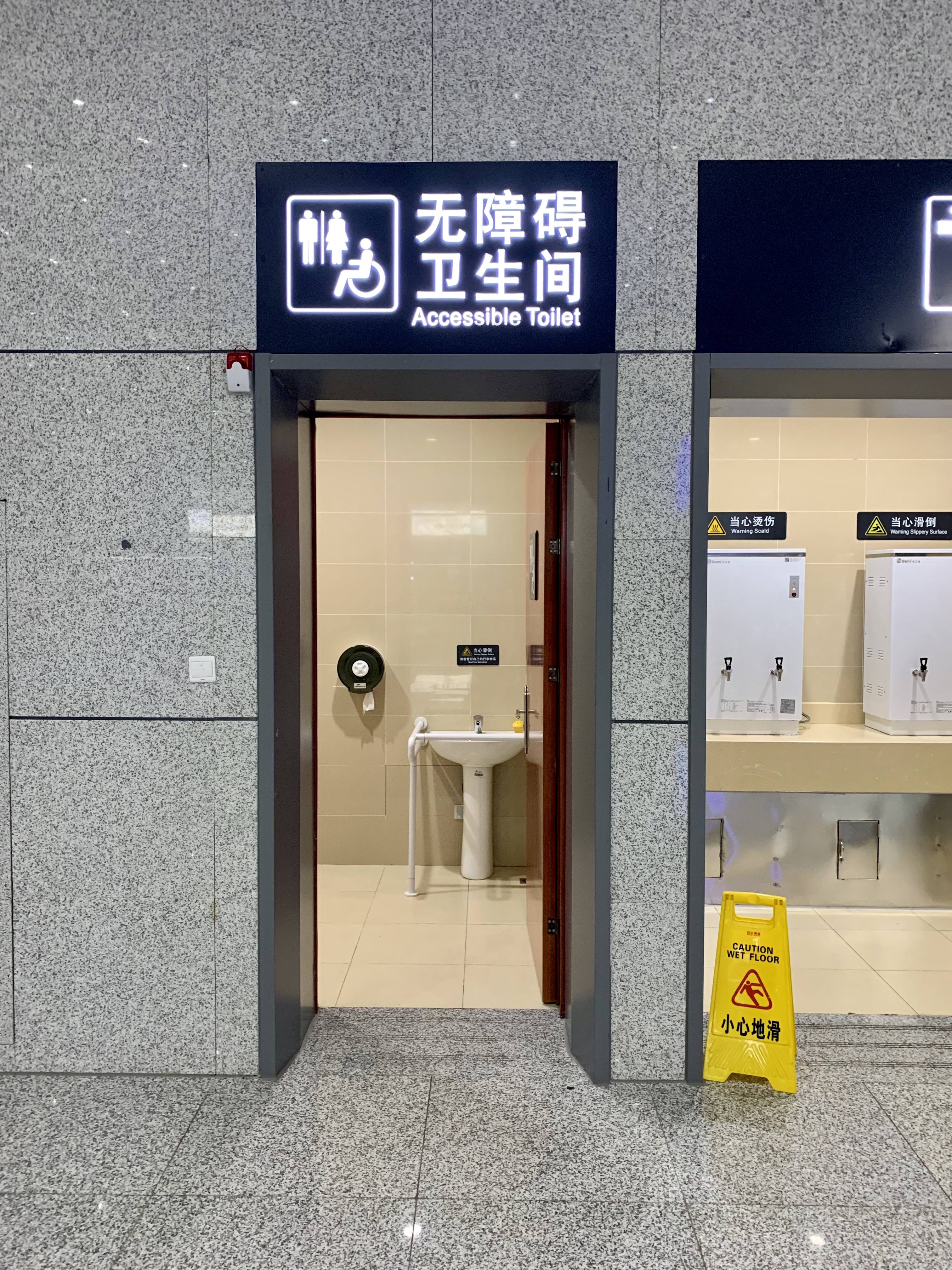
站内无障碍卫生间
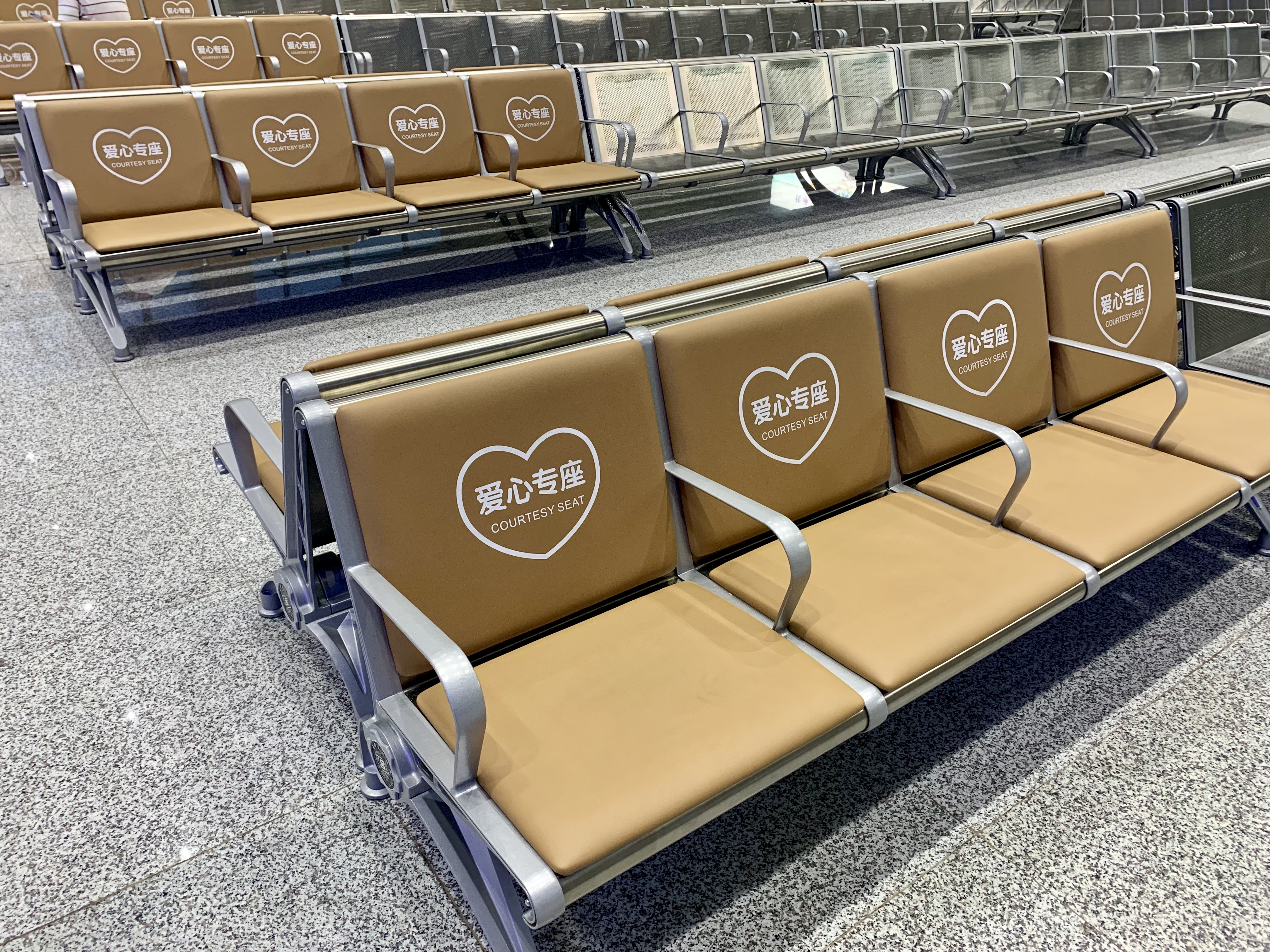
候车区爱心专座
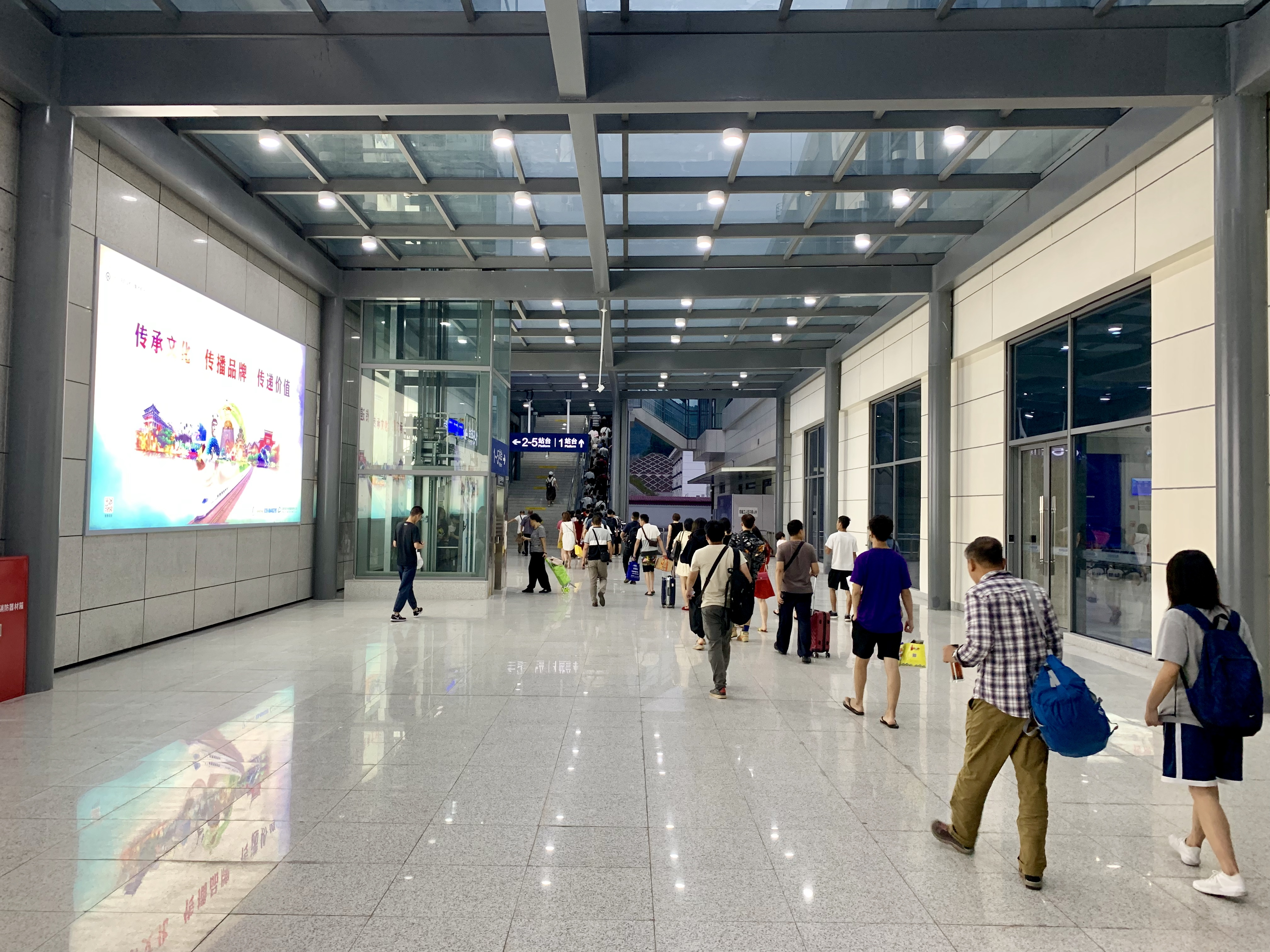
站房与地道通往站台的无障碍电梯、扶梯和楼梯
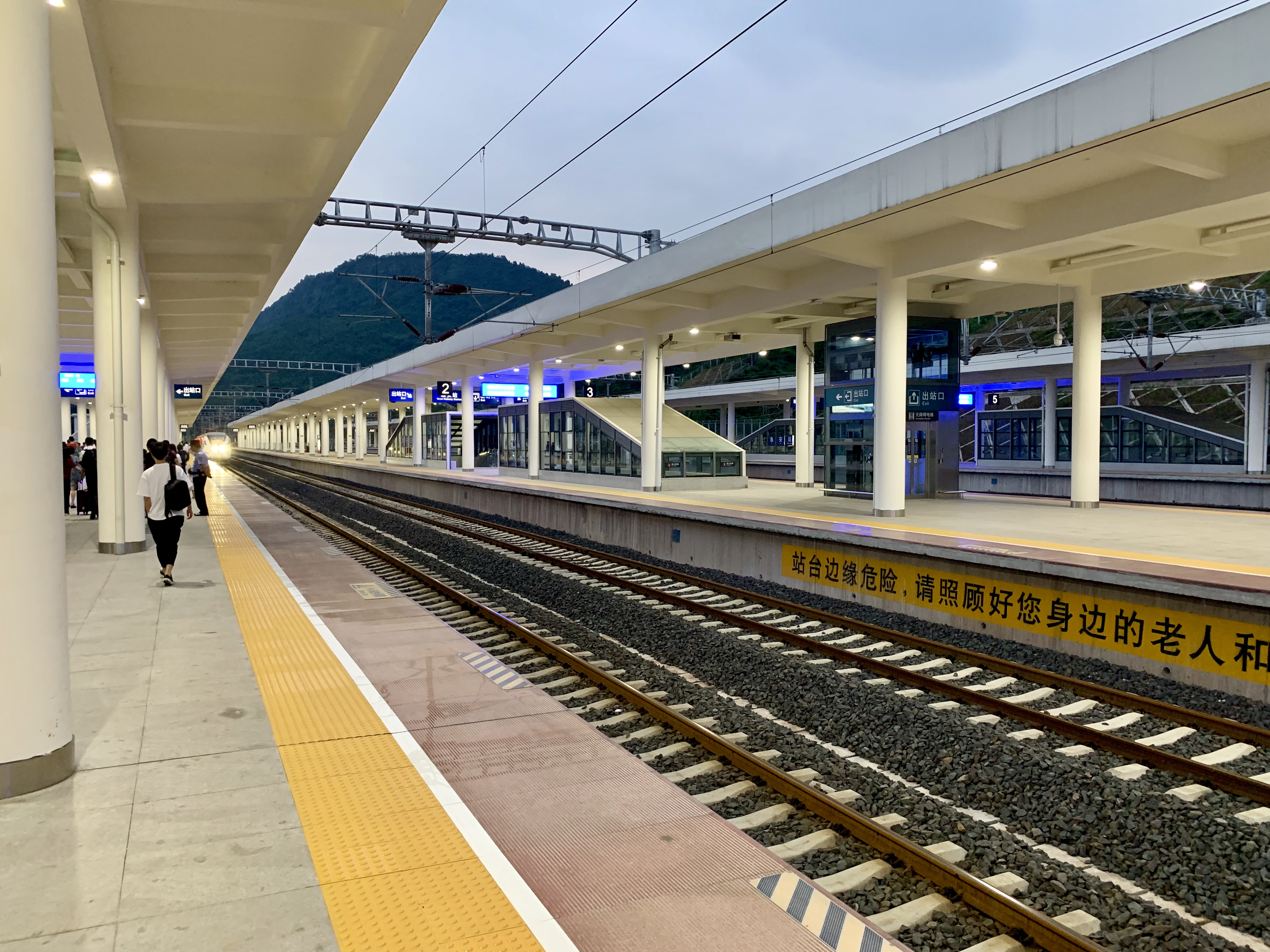
站台

## 接驳交通

### 公交
1路：雅安火车站→西门车站（首6：55-末21：30）途径青年路口、政务服务中心、万达广场、先锋路、三雅园、小北街、八一路等站点。
5路：雅安火车站→无水港分拨中心（首6：55-末21：30）途径正黄片区、万达广场、十里源湾、西康码头、假日广场、泛华厂等站点。
7路：雅安火车站→西门车站（首7：00-末21：00）途径正黄片区、万达广场、三雅园、南三路等站点。
12路：雅安火车站→草坝客运站（首7：00-末21：00）途径光华山、建安厂、三岔安置小区、滨江奥斯卡、成实外雅安分校等站点。
13路：雅安火车站→陆家坝（首7：00-末21：00）途径正黄片区、万达广场、十里源湾、川农雅安校区、雅安博物馆、陆家坝体育活动中心等站点。
16路：雅安火车站→农博城（首7：00-末20：30）途径正黄片区后沿大兴二桥直至农博城。